# Кондёр (река)
Кондёр — река в Аяно-Майском районе Хабаровского края России. Правый приток реки Уоргалах (согласно карте Генштаба, хотя согласно ГВР эта река называется Уоргалаан, по другим источникам — Уоргалан). Длина реки — 28 км.
Берёт начало на внутреннем склоне одноимённого кольцеобразного хребта, с его южной стороны, и вытекает из единственной ведущей в его внутренний цирк расщелины на севере. Течёт в северо-западном направлении. Впадает в реку Уоргалах около аэропорта Ургалан.
В долине Кондёра расположено одно из крупнейших месторождений платины на Земле, разрабатывающееся с 1984 года и уже истощённое более чем наполовину. Ландшафт реки, и особенно район её устья, сильно деградировал, подвергшись гидрологическим антропогенным изменениям в ходе добычи металлов платиновой группы.

## Данные водного реестра
По данным государственного водного реестра России относится к Ленскому бассейновому округу, речной бассейн реки — Лена, речной подбассейн реки — Алдан, водохозяйственный участок реки — Мая от истока до в/п с. Аим.
Код объекта в государственном водном реестре — 18030600512117300031059.